# Den nye lægen
Den nye lægen är en norsk svartvit dramafilm från 1943 i regi av Rasmus Breistein. I huvudrollerna som de tre doktorerna ses Hans Bille, Tryggve Larssen och Jon Lennart Mjøen.

## Handling
Doktor Ulrick är en omtyckt distriktsläkare i en mindre stad. Han fyller 60 år och gratulationerna strömmar in. Förutom honom finns även den något försoffade läkaren Pallesen på orten. Ulrick har sett till att orten fått ett sjukhus och den unge doktor Bugge anställs som ny läkare. Han har ett gott öga till Ulricks dotter Rigmor som också är förtjust i honom. Sjukhuset ska invigas samma dag som Ulrick firar 30-årsjubileum som läkare på orten. Meningen är att en målning av honom ska avtäckas, men det hela går inte som planerat. Flera av de äldre läkarnas patienter har undersökts av Bugge som upptäckt en rad felaktiga diagnoser. Det hela kulminerar med direktör Hoffmanns dotter Sonja som Ulrick behandlat för en allvarlig höftskada, men som i själva verket haft en stoppnål i hälen.
Historien om stoppnålen vandrar från mun till mun och festligheterna ställs in. Kort därefter insjuknar Ulrick och Bugge och Pallesen ordinerar operation. Ulrick vill inte alls opereras av dem utan tillkallar i stället kvacksalvaren madam Anders. Hon brygger en stark dryck och ger honom varma omslag. När Bugge och Pallesen kommer för att hämta honom för operation blir de mycket förbryllade: Han har fått mässlingen. De tre enas om att en läkares tystnadsplikt kommer att komma väl till pass. Senare samma dag infinner sig fylkesmannen och överlämnar en förtjänstmedalj i guld till Ulrick.

## Rollista
- Hans Bille – Ulrick, doktor
- Tryggve Larssen	 – Pallsen, doktor
- Jon Lennart Mjøen – Kåre Bugge, doktor
- Eva Lunde – Rigmor, Ulricks dotter
- Erna Schøyen – Klara, Ulricks fru
- Carl Struve	– Øyvind, Ulricks yngre bror
- Folkmann Schaanning – Pastor Reimers
- Ellen Isefiær – fru Hoffmann
- Thorleif Reiss – Mørch, ingenjör
- Einar Vaage – ordföranden
- Jorunn Groth – Victoria, Mørchs dotter
- Erling Hanson – Hoffmann, direktör
- Kirsten Bødtker – Sonja Hoffmann
- Sofie Bernhoft – Madam Anders
- Oscar Amundsen – Fylkesmannen
- Haakon Arnold – Antonsen
- Ester Tellander – Anna Antonsen
- Oscar Egede-Nissen – Jentoft
- Thorleif Mikkelsen – Knatten
- Tulla Hauge – tjänsteflicka
- Harald Aimarsen – urmakaren
- Bjarne Bø – Pedersen
- Arthur Barking – byggmästaren
- Lillemor Grimsgaard – en kvinna
- Bergljot Breistein – en sjuksyster

## Om filmen
Den nye lægen regisserades av Rasmus Breistein och är hans sista spelfilmsregi. Den bygger på Bjarne Viggo Holbæk-Hanssens pjäs Augurerne som hade urpremiär på Den Nationale Scene 1933. Breistein omarbetade pjäsen till filmmanus. Filmen producerades av Triangel Produksjon AS. Den fotades av Reidar Lund och klipptes av Titus Vibe-Müller. Premiären ägde rum den 26 december 1943 i Norge.